# Mount Clemenceau
Mount Clemenceau je čtvrtá nejvyšší hora Kanadských Skalnatých hor. Nachází se v centrální části Kanadských Skalnatých hor, necelých 40 kilometrů severozápadně od druhé nejvyšší hory Mount Columbia.
Mount Clemenceau je pojmenovaná po Georgi Clemenceau, francouzském předsedovi vlády v prvním a druhém desetiletí 20. století.